# Lodi (Kalifornia)
Lodi – miasto w Stanach Zjednoczonych, w stanie Kalifornia, w hrabstwie San Joaquin.  Według spisiu z 2000 miasto miało 56 999 mieszkańców. Począwszy od 2005 miasto liczyło 62 133. Kaliforniski Departament Finansów ocenia populację od 1 stycznia 2009 na 69 411.

## Miasta partnerskie
- Strona oficjalna